# Tagebau Rössing

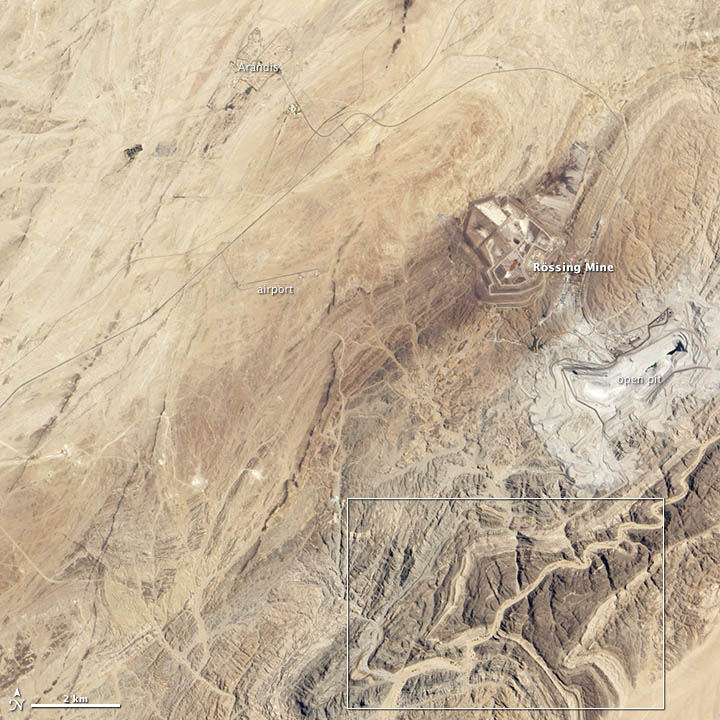
Satellitenbild (2013). Die Stadt Arandis befindet sich oben links, rechts ist der Tagebau zu erkennen

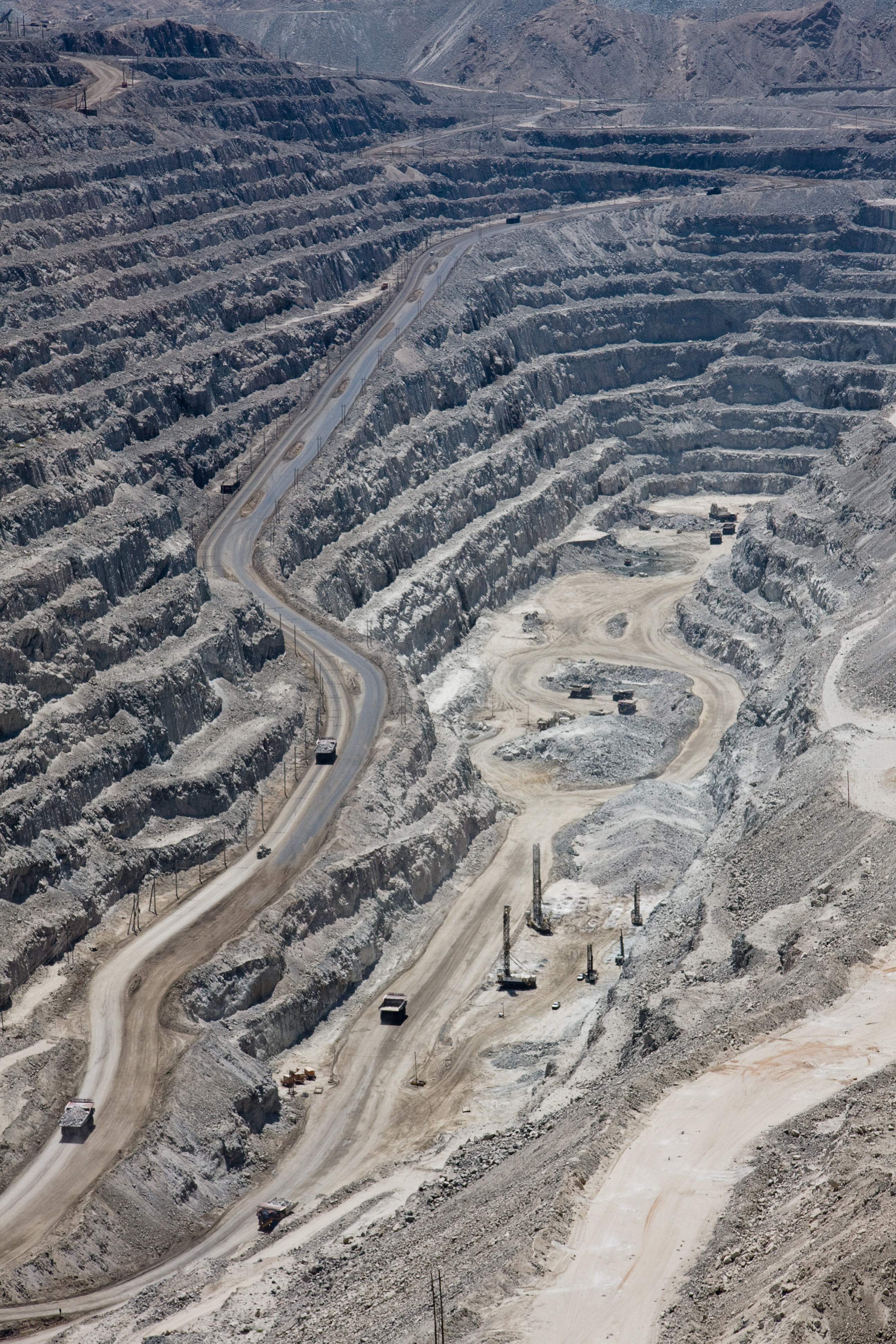
Tagebau Rössing (2009)

Der Tagebau Rössing (englisch Rössing uranium mine) ist ein Uran-Tagebau in Namibia. Der in den Klanbergen unweit des Khan-Riviers liegende Tagebau liefert 2016 etwa 2,5 % der Welturanproduktion und gilt als der größte reine Urantagebau der Welt.

## Geologie
Bei dieser Lagerstätte handelt es sich um eine Migmatit-Zone mit uranführenden Alaskiten (Granitpegmatiten) und metamorphosiertem Grundgestein (Gneise mit Biotit-, Cordierit- und Pyroxen-Mineralen, Quarzite, Amphibolite, Biotit-Schiefer und Marmore). Die bis zu 18 m mächtigen Pegmatitgänge enthalten faustgroße Glimmertafeln und riesige Orthoklase. Das Erz mit dem höchsten Urangehalt ist der alaskitische Granit.
Die sicheren und wahrscheinlichen Uranvorräte belaufen sich auf 100.000–220.000 Tonnen. Der durchschnittliche Urangehalt des Erzes ist relativ gering, er liegt unter 0,045 %. Der Weltdurchschnitt liegt bei 0,15 %.
Der Khan Rivier verläuft durch das Tagebaugelände und führt sein Wasser unterirdisch nach Westen zum Atlantik.
Weitere namibische Uranvorkommen gibt es am Langen Heinrich, am Trekkopje, bei Aussinanis und Tubas. Die Uranlagerstätte am Langen Heinrich wird seit 2007 in der Langer-Heinrich-Uranmine abgebaut. Zudem sind weitreichende Uranvorkommen – es wird von den weitaus größten der Erde gesprochen – um das Gebiet des heutigen Abbaus entdeckt worden. Im Dezember 2016 wurde mit der Förderung im Tagebau Husab (früher auch als Rössing-Süd bezeichnet) begonnen.

## Geschichte
Die Uranlagerstätte wurde 1910 zufällig von einem Deutschen entdeckt. Damals wurde ein Urangehalt von 0,02 % bis 0,04 % gemessen.
Eine Prospektion fand erst in den 1960er-Jahren statt, als Namibia noch Südwestafrika hieß und von Südafrika besetzt war. 1967 spülte der Khan das Prospektionscamp weg, seit 1976 wird das Uranerz durch „Rössing Uranium Limited“, eine Tochtergesellschaft, bis Juli 2019 Tochter der Rio-Tinto-Zinc-Bergwerksgruppe, abgebaut. Nachdem Südafrika Namibia nach dem Zweiten Weltkrieg nicht in die Unabhängigkeit entlassen hatte, wurde Südafrika durch die UN-Resolution Nr. 1 für Namibia untersagt, die Bodenschätze Namibias auszubeuten. Dazu gehörten neben Rössing auch die Kupfervorkommen in Tsumeb und die Zinnlagerstätte in Uis. Deshalb stand die Rössing mine unter strenger internationaler Aufsicht und war immer wieder Ziel von Protesten in der westlichen Welt. Nach der Unabhängigkeit Namibias 1990 wurde bekannt, dass sich der Betreiber nicht an das Strahlenkontrollsystem der Internationalen Strahlenschutzkommission ICRP gehalten hatte.
Bei Beginn der Arbeiten befand sich der Tagebau im Homeland Damara, deshalb wurden bevorzugt Damara eingestellt. Für die schwarzen Arbeiter wurde die 13 km entfernte Siedlung Arandis errichtet. Die höheren, meist weißen, Angestellten lebten in Swakopmund. Arandis ist mittlerweile eine der 20 größten Städte Namibias.
Der Tagebau beschäftigte 2004 über 800 Menschen, von denen 96 % Namibier waren. 2005 arbeiteten 860 ständige Mitarbeiter im Tagebau, weitere 550 sind indirekt beschäftigt und erbringen Dienstleistungen. Ursprünglich sollte die Ausbeutung der Lagerstätte nur 20 Jahre dauern, mit einem Ende des Abbaus ist aber erst in den nächsten Jahren zu rechnen. Seit 2008 wurden geologische Untersuchungen südlich des derzeitigen Tagebaus durchgeführt. Hierbei wurde die größte Uranlagerstätte der Erde, „Rössing-Süd“, entdeckt. Der Beginn des Abbaus war für 2014 vorgesehen. Im Rahmen eines Erweiterungsprogrammes sollte die Tagebaulebensdauer bis zum Jahre 2016 verlängert werden, dafür wurden weitere 112 Millionen US-$ investiert. 150 weitere Arbeitsplätze sollen dadurch geschaffen werden.
Mitte Juli 2019 übernahm die China National Uranium Corporation das Bergwerk. Die Gesamt-Abbaumenge betrug 2023 ca. 16,7 Millionen Tonnen.

## Abbau
Das Erz wird in einem über 300 m tiefen Tagebau abgebaut. Die Gewinnung erfolgt durch Bohr- und Sprengarbeit, das Erz wird von Seillöffelbaggern (Marion 201M, P&H 2100) und einem hydraulisch angetriebenen Demag-H485-Löffelbagger in 11 Komatsu-730E-Kipper mit je 180 t Ladekapazität verladen, die es zur Aufbereitungsanlage transportieren.

### Technische Anlagen

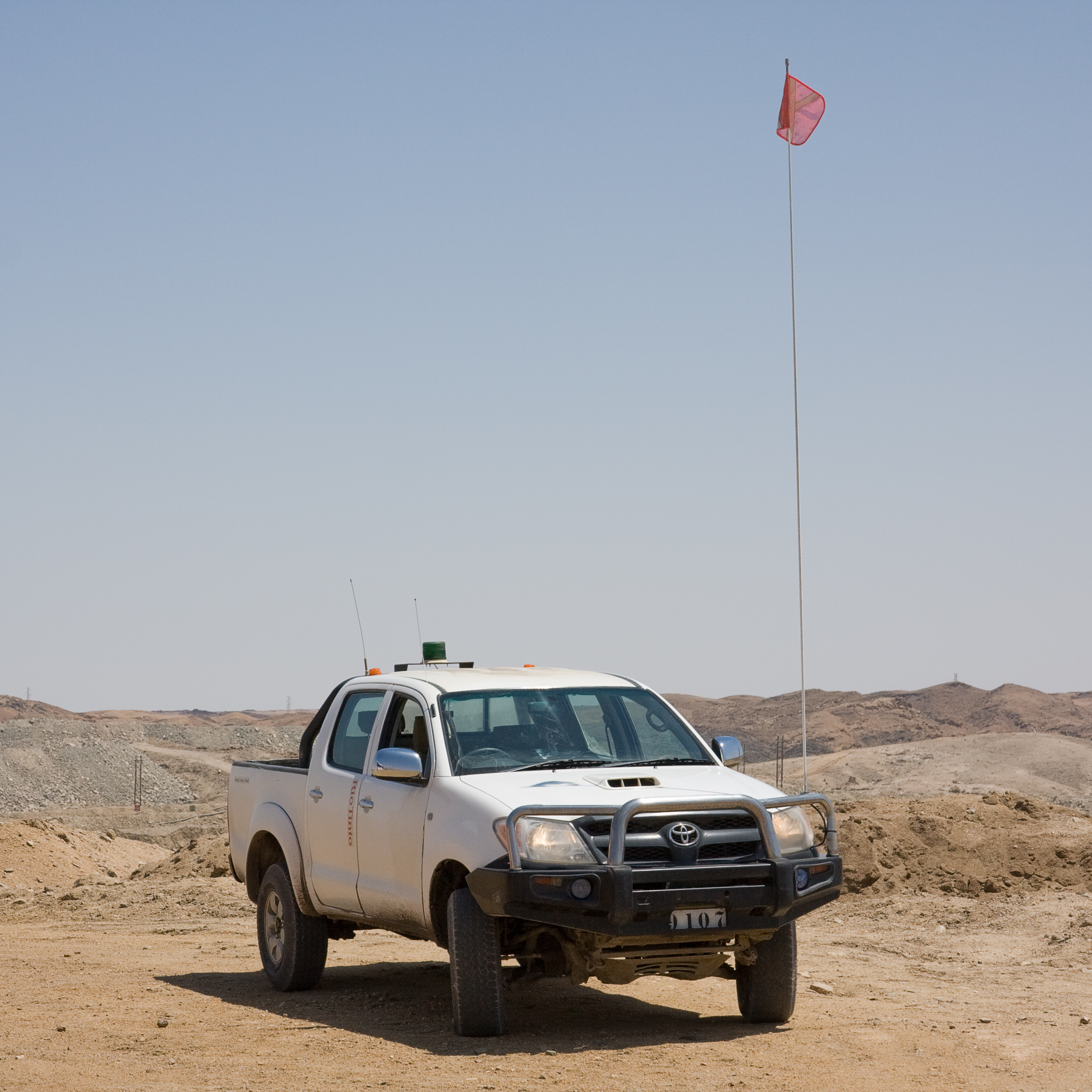
Sämtliche Fahrzeuge im Tagebau sind zur besseren Wahrnehmung mit einem 3,5 m hohen Wimpel ausgestattet.

Auf dem 100 km² großen Werksgelände befindet sich die Aufbereitungsanlage, die das Uranerz zu Yellow Cake anreichert, ein Kraftwerk sowie mehrere Pumpstationen. Die Aufbereitungsrückstände werden in einem Absetzbecken geklärt, das einen mit Beton versiegelten Boden hat, um eine Kontamination des Bodens zu verhindern.

### Aufbereitungsprozess
Die Monatsförderung lag 2004 bei ca. 1 Million Tonnen Erz. Das Erz wird zuerst gebrochen, gemahlen, dann über mehrere Ionenaustausch-Lösungsmittel-Extraktionsprozesse und anschließendes Versetzen mit Ammoniak zu Ammoniumdiuranat, dem Yellow Cake, verarbeitet. Anschließend wird es getrocknet (dehydriert) und als Uranoxid in Fässer abgefüllt.

## Einfluss auf die Umwelt
Durch die Sprengungen entsteht ein weithin sichtbarer Staubpilz über dem Tagebau, der schwach radioaktiven Staub in der Umgebung ablädt. Zur Staubbekämpfung und zur Verarbeitung des Gesteins wird sehr viel Wasser benötigt, etwa 800.000 m³/Monat. Das entspricht dem Verbrauch der Landeshauptstadt Windhoek. Das Wasser wird durch Anzapfen der Grundwasservorräte der Riviere Khan, Swakop und Kuiseb gewonnen.
Die Entnahme von Grundwasser hat weitreichende Auswirkungen auf die heimische Flora und Fauna. Die namibische Regierung ignoriert die Proteste der Topnaar-Nama und erkennt die Führer der Indigenen nicht als rechtmäßige Vertreter an.
Für den Abbau liegt kein Strahlenschutzgesetz vor.

## Jahresproduktionen
| Jahr | Verarbeitetes Erz (in 1.000 t) | bewegter Abraum (in 1.000 t) | Verhältnis Erz zu Abraum | Gewonnenes Uranoxid U3O8 (in Tonnen) |
| ---- | ------------------------------ | ---------------------------- | ------------------------ | ------------------------------------ |
| 1999 | 10.463                         | 15.607                       | 0,67                     | 3.171                                |
| 2000 | 11.039                         | 9.787                        | 1,13                     | 3.201                                |
| 2001 | 9.084                          | 12.033                       | 0,75                     | 2.643                                |
| 2002 | 8.769                          | 13.015                       | 0,67                     | 2.751                                |
| 2003 | 8.347                          | 10.434                       | 0,8                      | 2.401                                |
| 2004 | 10.972                         | 8.129                        | 1,35                     | 3.582                                |
| 2005 | 12.027                         | 7.483                        | 1,61                     | 3.711                                |
| 2006 | 12.008                         | 16.835                       | 0,71                     | 3.617                                |
| 2007 | 12.613                         | 21.396                       | 0,59                     | 3.046                                |
| 2008 | 12.858                         | 33.899                       | 0,38                     | 4.108                                |
| 2009 | 12.633                         | 38.755                       | 0,33                     | 4.626                                |
| 2010 | 11.598                         | 41.955                       | 0,33                     | 3.628                                |
| 2011 | 10.729                         | 39.913                       | 0,27                     | 2.148                                |
| 2012 |                                |                              |                          |                                      |
| 2013 |                                |                              |                          |                                      |
| 2014 | 7.040                          |                              | 0,43                     | 1.543                                |
| 2015 | 6.876                          |                              | 0,55                     | 1.245                                |
| 2016 | 9.194                          |                              | 0,56                     | 1.850                                |
| 2017 | 9.000                          |                              | 0,63                     | 2.110                                |
| 2018 | 8.851                          |                              | 0,77                     | 2.479                                |
| 2019 | 8.006                          | 13.300                       | 0,60                     | 2.449                                |
| 2020 | 8.718                          | 9.979                        | 0,87                     | 2.489                                |
| 2021 | 9.623                          | 10.702                       | 0,90                     | 2.882                                |
| 2022 | 8.973                          | 7.539                        | 1,19                     | 2.659                                |
| 2023 | 9.301                          | 6.783                        | 1,37                     | 2.920                                |

## Wirtschaftliche Situation
Durch fallende Weltmarktpreise ist der Tagebau Anfang und Mitte der 2000er Jahre in die Verlustzone gerutscht. Seit dem Hoch von rund 86 US-$/kg im Jahr 1978 ist der Uranoxidpreis zu Beginn der 2000er Jahre auf rund 14 $/kg gefallen. Im Jahr 2004 stieg er wieder auf 42 US-$ pro Kilogramm, im Jahre 2008 lag er bei ca. 135 US-$/kg (61 US-$/lb). Rössing Uranium Ltd. ist jedoch stark abhängig von Währungsschwankungen, da die Verkaufserlöse in US-Dollar anfallen und anschließend in namibische Dollar, welche an den südafrikanischen Rand gekoppelt sind, umgewandelt werden müssen. Aufgrund der starken Abwertung des US-Dollars zum Rand wurden erhebliche Verluste generiert. Diese beliefen sich 2004 auf über 75 Millionen N$ und 2011 aufgrund von Streiks und der geologischen Situation sogar auf 471 Millionen US-Dollar, erst 2014 werden wieder Gewinne erwartet. Die Einnahmen des Staates Namibia resultieren daher nur aus den Einkommenssteuerzahlungen der Bergarbeiter, die sich 2005 auf über 37 Millionen N$ beliefen.
Insgesamt hat sich 2009 und vor allem im 1. Halbjahr 2010 die wirtschaftliche Bedeutung stabilisiert und konnte sogar weiter ausgebaut werden. Der Anteil am namibischen BIP sollte bis 2015 von 5,54 % auf 14,78 % steigen.
2015 erlebte das Bergwerk ein wirtschaftlich schweres Jahr. Es wurde bei einem Umsatz von nur 1,8 Milliarden Namibia-Dollar ein Verlust von 385 Millionen Dollar verbucht. 2016 stieg der Umsatz auf drei Milliarden Namibia-Dollar, der Reingewinn lag bei 107 Millionen Dollar.

## Besichtigung
Der Tagebau kann besichtigt werden, zwei Mal im Monat werden durch das Swakopmund Museum Touren ab Swakopmund organisiert. Bestandteile der Besichtigung sind die An- und Abreise, eine ausführliche Erklärung der Prozesse und schließlich die Besichtigung des gigantischen Tagebaus.